# 弗朗西斯·刘易斯
弗朗西斯·刘易斯 （英語：Francis Lewis；1713年3月21日—1802年12月31日）是签署美国独立宣言的纽约州代表。
刘易斯出生于威尔士兰达夫，是摩根·刘易斯（Morgan L）和安娜·培婷格尔（A Pettingale）的孩子。他在苏格兰接受教育，在英格兰入西敏公学。他在伦敦加入商业行号，于1734年来到纽约白石。在做不列颠代理商时，他于1756年被捕，关在法国。回到殖民地后，他开始积极参与政治。
他是六十人委员会成员，纽约地方国会成员，并被选入1775年大陆国会。1778年，他在美国邦联条例上签字。从1779至1780年，刘易斯在大陆海军委员会上任职。
刘易斯家在纽约皇后区白石。在美国独立战争时期，不列颠士兵将他家摧毁，逮捕了她妻子，数周不让她换衣服，不给她吃喝。折磨使她健康状况恶化，并于1779年过早离世。
他的儿子摩根·刘易斯在独立战争时充军，后在纽约州任职，官至州长。
刘易斯于1802年12月31日去世，但三一教堂墓地上将时间刻成了1803年。

## 遗产

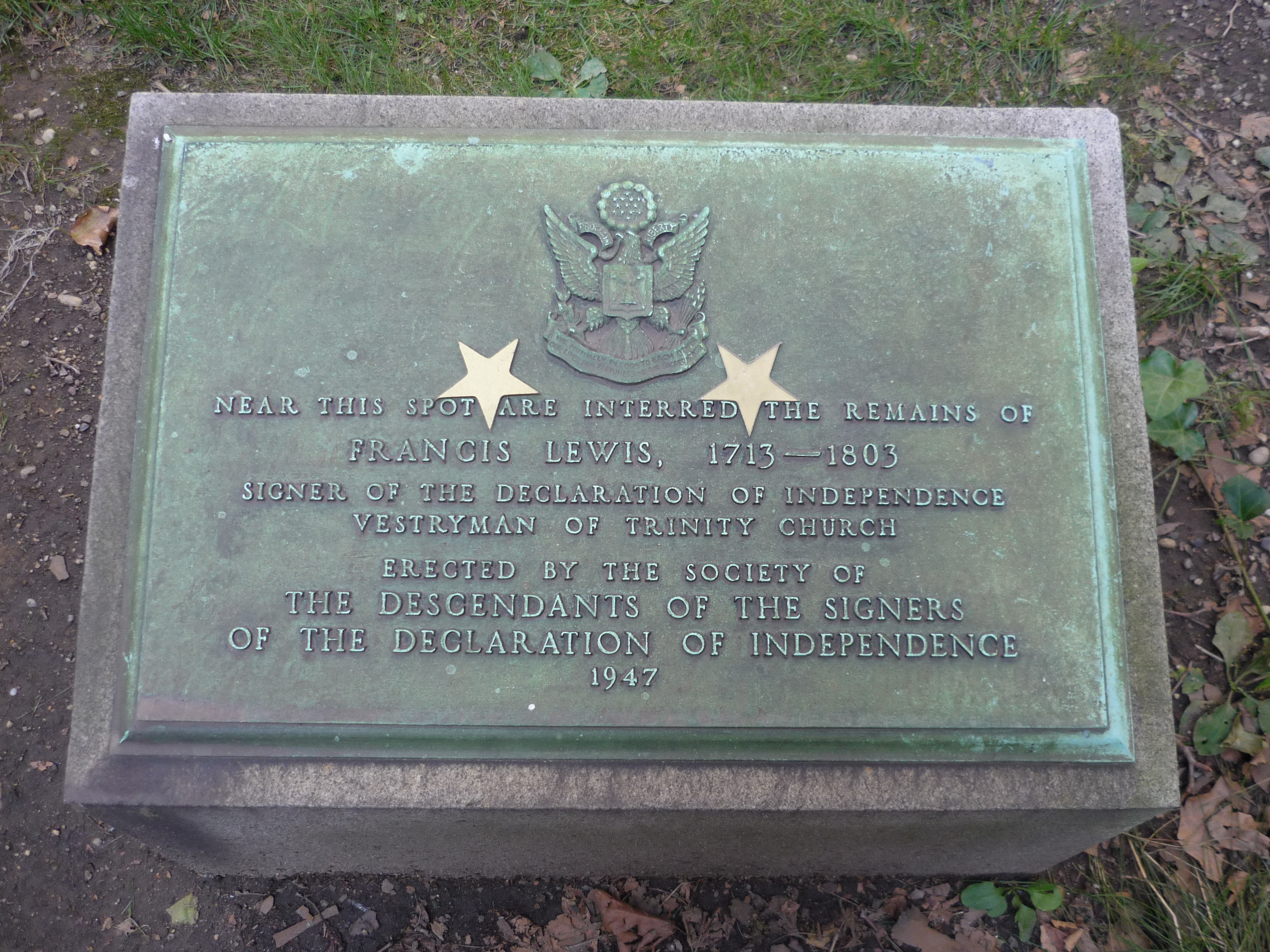
三一教堂墓碑，纽约市

在纽约皇后区，弗朗西斯·刘易斯高中和P.S. 79 "弗朗西斯小学"以他命名。弗朗西斯大道贯通南北。弗朗西斯·刘易斯公园靠近布朗克斯白石大桥旁。

## 脚注
1. ↑  . The Biographical Dictionary of the United States Congress.   [2017-03-04]. （原始内容存档于2011-06-04）.
2. ↑  Williams, Prof. David. Welsh Biography Online. "Francis Lewis (1713–1802)" National Library of Wales (2009) Accessed May 13, 2013.  （页面存档备份，存于）
3. ↑  . Signers of the Declaration. National Park Service.   [18 January 2016]. （原始内容存档于2017-08-07）.
4. ↑  Hirshon, Nicholas. . New York Daily News. July 3, 2011  [18 January 2016]. （原始内容存档于2017-03-22）.